# 박래홍
박래홍(朴來弘, 1894년 9월 2일 충남 덕산군 장촌면 막동 ~ 1928년 10월 5일 )은 일제 강점기 천도교 지도자중 한명이자, 사회운동가이다. 
호는 현파(玄波). 17세에 경성 관립정동학교에 입학, 23세에 보성중학교를 졸업하여 보성 전문학교(현 고려대)를 졸업하고, 27세에 중국 북경대에 유학하였다. 1906년 천도교에 입교하여, 천도교 총연맹 중앙위원장을 역임하였다. 3.1운동 이후 일제의 문화 정치 시행에 발맞추어 1919년 9월 이돈화, 정도준 등과 함께 '천도교 청년 교리 강연부'라는 청년단체를 조직하였으며, 방정환, 이돈화, 김기전 등과 함께 <개벽>지를 창간하여 신문화 운동을 전개하였다.
1921년 1월 소파 방정환, 소춘 김기전 등과 함께 '천도교 소년회'를 발족시켜 어린이 운동을 전개하였다.
1927년 허헌, 홍명희와 신간회를 발기하여 신간회 본부 총무 간사를 역임하였다.
1928년 서울 종로 경운동 88번지에서  일본 경찰의 밀정 서을봉에게 살해되었다.
문헌으로 <천도교 창건록>이 있다.
자녀로는 성우이자, 아동극작가, 연출가로 활동했던 박의섭 등이 있다.